# National Geographic Wild
National Geographic Wild (fost Nat Geo Wild) este un canal de televiziune prin cablu/satelit axat pe programe legate de animale sălbatice și domestice. Este un canal înrudit cu canalul National Geographic Channel. În România, canalul Nat Geo Wild a fost lansat începând din anul 2009. Nat Geo Wild este difuzat și în formatul de rezoluție înaltă (HD).